# Mary Skelter: Nightmares
Mary Skelter: Nightmares (Originaltitel: 神獄塔 メアリスケルター Kangokutō Mearisukerutā oder auch Godly Prison Tower: Mary Skelter) ist ein Computer-Rollenspiel des japanischen Entwicklerstudios Compile Heart. Das Spiel erschien über den Mutterkonzern Idea Factory 2016 für die tragbare Konsole PlayStation Vita, 2018 für Windows. Als Beigabe der erstmals 2018 veröffentlichten Fortsetzung Mary Skelter 2 erschien das Spiel in überarbeiteter Form auch für PlayStation 4 und Switch.

## Handlung
Im Jahr 1999 wird eine japanische Stadt wörtlich vom Erdboden verschluckt. 666 Meter unter der Erde entsteht ein lebendiger Kerker namens Jail, der ausgehend von einem Turm das umgebende Gebiet in verschiedene Dungeons umwandelt. Bösartige Kreaturen, Märchen genannt, kontrollieren die Welt für Jail. Dies bedeutet tägliche Folter, Schmerzen und Erniedrigungen für die gefangen genommenen menschlichen Bewohnter, darunter die Protagonisten Jack und seine Zellenkameradin Alice. Die Hoffnung auf Erlösung führt zur Bildung einer Gruppe Freiheitskämpfer, die sich Dawn nennen und nach einem Weg aus der Isolation und Folter suchen. In Alice erkennen sie eine sogenannte Blood Maiden, die ausgelöst durch das Blut der Märchen übermenschliche Fähigkeiten entwickeln kann. Sie senden eine weitere Blood Maiden mit Namen Red Riding Hood (Rotkäppchen) aus, die Alice und Jack befreit. Zusammen mit den weiteren Blood Maidens Thumbelina (Däumeline), Snow White (Schneewittchen), Sleeping Beauty (Dornröschen), Cinderella (Aschenputtel), Rapunzel, Gretel und Kaguya (gleichnamig aus Taketori Monogatari) verfolgen sie den Plan, aus dem Gefängnis in die Oberwelt vorzustoßen und die Stadt zu befreien. Dafür kämpfen sie sich durch die verschiedenen Dungeons und müssen den Kerker zum Wachsen bringen, um bis zur Oberfläche vorzustoßen. Die Erzählung und Dialoge des Spiels werden hauptsächlich im Stil einer Visual Novel wiedergegeben.

## Spielprinzip
Das Spiel bedient das klassische Prinzip eines Dungeon Crawlers, bei dem der Spieler mit seiner Gruppe ähnlich wie in Dungeon Master schrittweise rechteckig gerasterte Dungeons durchstreift und meist zufallsbedingt erscheinende Gegner in rundenbasierten Kämpfen besiegen muss. Das Kampfsystem ist zweigeteilt. Die Blood Maidens sind für die Attacken auf die Gegner zuständig. Werden sie dabei vom Blut der Märchen bespritzt, können sie in den Massacre Mode verfallen, in dem sie noch stärkere Angriffe ausführen können. Sie können sich auch gegenseitig das Blut ablecken, um damit Schutzwirkungen zu erhalten (buff). Werden sie jedoch von zu viel Blut getroffen, können sie in einen Blutrausch verfallen, in dem sie nicht mehr zwischen Freund und Feind unterscheiden. Jack ist die einzige Figur, die das unterbinden kann, der nur indirekt in die Kämpfe eingreifen kann. Bespritzt er ein von Raserei bedrohtes Mädchen mit seinem eigenen Blut, kann er dieses damit etwas beruhigen. Diese Komponente ist jedoch begrenzt, da Jack bei zu vielen Anwendungen in Ohnmacht fällt.

## Entwicklung
Compile Heart kündigte das Spiel 2016 als Kollaboration mit dem Verlag Dengeki Bunko und dem Computerspielmagazin Dengeki PlayStation an. Neben dem Spiel für PlayStation Vita versprachen die drei Unternehmen eine Romanumsetzung und einen Fortsetzungs-Comic mit einer Vorgeschichte zum Spiel herauszubringen. Kurz nach der Veröffentlichung 2016 in Japan kündigte Idea Factory die Veröffentlichung in den USA und Europa für das Jahr 2017 an. Im Juni 2018 wurde außerdem eine Portierung für Windows-PCs angekündigt.
| Figur           | engl. Synchronisation   | jap. Synchronisation |
| --------------- | ----------------------- | -------------------- |
| Jack            | Khoi Dao                | Kodai Sakai          |
| Alice           | Cristina Valenzuela     | Sumire Uesaka        |
| Red Riding Hood | Kira Buckland           | Rumi Okubo           |
| Thumbelina      | Casandra Lee Moris      | Rie Takahashi        |
| Snow White      | Christine Marie Cabanos | Marika Kouno         |
| Sleeping Beauty | Brianna Knickerbocker   | Yuki Nagaku          |
| Princess Kaguya | Kayli Mills             | Hiromi Igarashi      |
| Rapunzel        | Sarah Williams          | Ari Ozawa            |
| Gretel          | Abelina Sabrina Rios    | Atsumi Tanezaki      |
| Cinderella      | Hannah Alcorn           | Asami Imai           |

## Rezeption
Mary Skelter erhielt mehrheitlich positive Kritiken (Metacritic: 76 %).

„Das Setting ist interessant, wenn auch etwas pubertär-kitschig, das Kampfsystem bietet interessante Ideen und viel Raum für Taktik.“

In seiner ersten Verkaufswoche in Japan vom 10. – 16. Oktober 2016 erreichte das Spiel mit 18.358 verkauften Einheiten Platz 4 der japanischen Gesamtverkaufscharts. Der Nachfolger Mary Skelter 2 wurde 2018 für PlayStation 4 veröffentlicht. Der Titel kam inklusiver einer überarbeiteten Fassung von Mary Skelter: Nightmares auf den Markt. Diese Version wurde später auch für Switch und Windows portiert. 2020 erschien mit Mary Skelter: Finale der Abschluss der Handlungsrahmens.